# Pomegranate
Pomegranate è un singolo realizzato dal produttore discografico canadese deadmau5 e dal duo musicale statunitense The Neptunes, formato dal cantautore Pharrell Williams e dal produttore Chad Hugo.

## Descrizione
Il brano era precedentemente noto come Rupert quando era ancora un work in progress. A seguito dell'uscita del singolo, Zimmerman annuncia la Pomegranate DJ Challenge in collaborazione con Beatsource, dove i partecipanti devono filmarsi alla console mentre mixano sulle note del singolo. Nell'estate 2020, il singolo ha ricevuto remix da parte di produttori come French Original, Ninajirachi, Carl Cox e Jay Robinson. Il primo luglio 2020 viene pubblicato il videoclip ufficiale del singolo diretto da Nick DenBoer, che già aveva diretto i videoclip dei brani Monophobia e Drama Free. Il singolo si è posizionato #15 nella classifica Top 50 Dance/Electronic Songs di Billboard. Il sito EDM.com ha posizionato il singolo #44 nella classifica delle 50 migliori canzoni EDM del 2020.
In un'intervista con Zane Lowe, Zimmerman ha spiegato:
"In realtà la strumentale del pezzo già esisteva da cinque anni, nella mia pila di idee e cose del genere, Pharrell ha voluto ascoltare quel vecchio demo, che originariamente era intitolato "Rupert". Quindi, gliel'ho fatto ascoltare e lui ha annuito, dicendo: "Ti dirò una cosa, sono a Miami. Se ci incontrassimo in studio...".

## Tracce
1. Pomegranate
2. Pomegranate (Instrumental Mix)

Remixes
1. Pomegranate (French Original Remix)
2. Pomegranate (Ninajirachi Remix)
3. Pomegranate (Carl Cox Remix)
4. Pomegranate (Jay Robinson Remix)